# Дубровка (приток Невы)
Дубровка — река в России, протекает во Всеволожском районе Ленинградской области. Устье реки находится в 60 км от устья Невы по правому берегу, в посёлке Дубровка. Длина реки составляет 8,5 км, площадь водосборного бассейна — 50,5 км².

## Данные водного реестра
По данным государственного водного реестра России относится к Балтийскому бассейновому округу, водохозяйственный участок реки — Нева, речной подбассейн реки — Нева.
Код объекта в государственном водном реестре — 01040300312102000008661.